# Kinderturnen

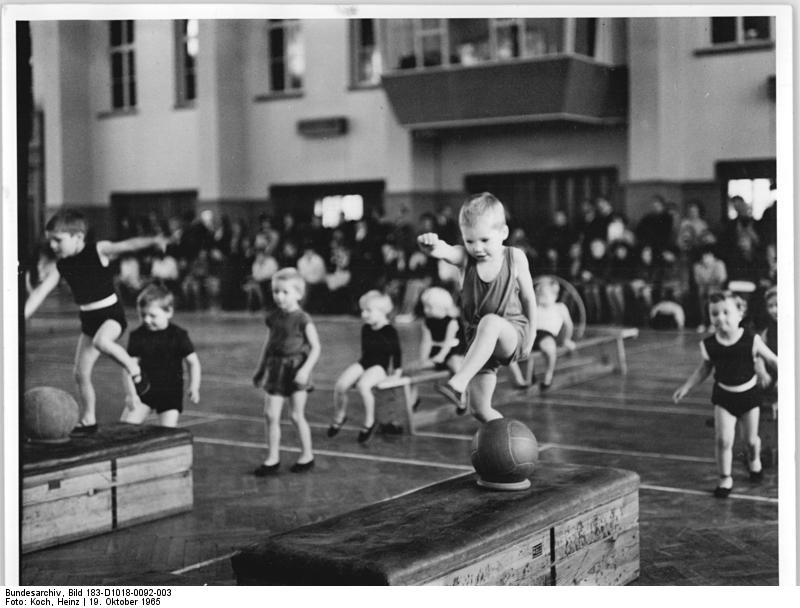
Kinder demonstrieren verschiedene Bewegungsformen

Kinderturnen ist ein Sammelbegriff für einen Bereich des Turnens speziell für junge Menschen. Je nach Alter werden verschiedene Methoden angeboten, die spielerisch die Motorik und Selbsterfahrung fördern, soziale Kontakte ermöglichen und der Prävention von Bewegungsarmut dienen sollen. In den Mitgliedsvereinen des Deutschen Turner-Bundes werden bundesweit rund 1,7 Millionen Kinder betreut.
Durch Umsetzung bestimmter Handlungsprinzipien soll ein langfristiger Wechsel vom Mitmachen und Mitspielen zum selbstbestimmten Handeln erreicht werden: Offenheit, Aufforderungscharakter, Freiwilligkeit, Zwanglosigkeit, Wahlmöglichkeit/Entscheidungsmöglichkeit, Initiativmöglichkeit. Die sozialen Ziele sind unter anderem Wahrnehmung der Gefühle und Bedürfnisse anderer, Erkennung und Beachtung von Regeln, Fähigkeit zur Gruppenintegration, Umgang mit Misserfolg, Aufbau von Rücksichtnahme und Toleranz.
Die Deutsche Sportjugend verlieh 2006 erstmals den Zukunftpreis – Mehr Bewegung für Kinder realisieren an 10 Vereine, die sich besonders für Kinder einsetzen. Bewegungsförderung im Kleinkindalter ist Bestandteil verschiedener Institutionen wie Krankenkassen, Turn- und Sportverbänden und anderer Organisationen.

## Unterteilung
Die altersgemäße Entwicklung erfordert eine Anpassung der Ziele und Methoden an die Neigungen und Bedürfnisse der Kinder. Es gilt, den natürlichen Bewegungsdrang zu unterstützen und auf die bereits bestehenden Fähigkeiten aufzubauen.
Für Babys im ersten Lebensalter gibt es Krabbelgruppen und das Prager Eltern-Kind-Programm (PEKiP).

### Eltern-Kind-Turnen
Die 1- bis 3-jährigen Kinder werden von Mutter und/oder Vater begleitet und erfahren dadurch mit vertrauten Personen erste Bewegungen und Kinderlieder und -reime in ungewohnter Umgebung. Auch das Erkennen und Beobachten anderer Kinder unterstützt die Entwicklung sozialer Kompetenz. Die grobe Koordination wird spielerisch entwickelt. Später fördern Bewegungslandschaften Motorik, Gleichgewichtssinn und den Spaß am Klettern. Abwechslung und Vielfalt beleben die Neugier und die Lust an der Entdeckung von Neuem.

### Kleinkinderturnen
Kinder im Alter von 3 bis 6 Jahren werden ohne ihre Eltern in ihrer Beweglichkeit gefördert und erweitern ihren Aktionsradius. Die Koordination wird verfeinert, der soziale Umgang erlebt mit dem Fortschreiten der Sprachentwicklung neue Bereiche. Spielerisch erlernen sie Grundformen des Turnens wie Purzelbaum und Rollen. Neben Bällen, Springseil, Reifen usw. kommen klassische Turngeräte wie Kasten, Sprossenwand, Barren, Trampolin oder Schwebebalken zum Einsatz.

### Kinderturnen
Für Mädchen und Jungen ab 6 Jahre. Die Grundfertigkeiten der alltäglichen Bewegungsformen sind erlernt und können durch breit gefächerte Angebote verfeinert werden. Durch die Entwicklung der aktiven Sprache und Verständnis erfolgt das Lernen jetzt schneller und auf mehreren Ebenen. Geübt wird z. B. die Wahrnehmung der eigenen Körperhaltung und die Verbesserung bereits erlernter Fähigkeiten. Es besteht die Möglichkeit, bei Turn-Wettkämpfen teilzunehmen, um sich mit anderen zu messen.

## Kinderturn-Kongress
Unter dem Motto Kinder bewegen findet etwa alle zwei Jahre der mehrtägige Kinderturn-Kongress auf dem Campus der Universität Karlsruhe statt. Die Veranstaltung bietet Fachreferenten und Interessierten eine Plattform zum Austausch und der Weiterbildung in Workshops. „Ziel des Kongresses ist die dahingehende Bewusstseinsförderung, dass Bewegung, Ernährung, Spiel und Sport wichtige Ressourcen für die kindliche und jugendliche Entwicklung darstellen, die es in den Alltag zu integrieren gilt.“
Die Schirmherrschaft für den Kongress 2009 übernahmen Dr. Ursula von der Leyen (damalige Bundesministerin für Familie, Senioren, Frauen und Jugend) und Ilse Aigner (damalige Bundesministerin für Ernährung, Landwirtschaft und Verbraucherschutz).
- 2004 Kinder bewegen – Wege aus der Trägheitsfalle
- 2007 Kinder bewegen – Energien nutzen
- 2009 Kinder bewegen – besser essen – Syn(En-)ergien
- 2011 Kinder bewegen – Energien nutzen
- 2013 Kinder bewegen – Energien nutzen
- 2015 Kinder bewegen – Wie bringen wir Kinder und Jugendliche in Bewegung
- 2017 Kinder bewegen – Wie bringen wir Kinder in Schwung?